# Estrella de Cayrel
BPS CS31082-0001, llamada estrella de Cayrel, es una antigua estrella de población II ubicada a una distancia de 4 kilopársecs en el halo galáctico. Pertenece a la clase de estrellas pobres en metales (metalicidad (Fe/H) = -2,9), específicamente a la muy rara subclase de estrellas mejoradas de captura de neutrones. Fue descubierta por Tim C. Beers y sus colaboradores con el telescopio de Schmidt Curtis en el Observatorio Interamericano de Cerro Tololo en Chile y analizados por Roger Cayrel y sus colaboradores. Utilizaron el Very Large Telescope (VLT) del Observatorio Europeo Austral en el cerro Paranal (Chile), para la espectroscopia óptica de alta resolución para determinar las abundancias de los elementos. Para calcular la edad se utilizó la relación torio-232 a uranio-238. Se estima que tiene unos 12.500 millones de años de antigüedad, lo que la convierte en una de las más antiguas que se conocen.
En comparación con otras estrellas ultra pobres en metales, enriquecidas mediante procesos R (como CS22892-052, BD +17° 3248 o HE 1523-0901), CS31082-001 tiene mayores abundancias de actínidos (Th, U), pero una abundancia de plomo sorprendentemente baja.